# Nyctonympha boyacana
Nyctonympha boyacana är en skalbaggsart som beskrevs av Maria Helena M. Galileo och Martins 2008. Nyctonympha boyacana ingår i släktet Nyctonympha och familjen långhorningar. Inga underarter finns listade i Catalogue of Life.